# NGC 974
NGC 974 è una vasta galassia a spirale (intermedia?) situata nella costellazione del Triangolo, a una distanza di circa 206 milioni di anni luce dalla nostra Via Lattea.

## Scoperta
La galassia è stata scoperta il 22 novembre 1827 dall'astronomo britannico John Herschel.

## Descrizione
NGC 974 ha una classe di luminosità II e presenta una larga riga a 21 cm dell'idrogeno neutro.

## Gruppo di NGC 973
NGC 974 fa parte di un gruppo di galassie di almeno 20 membri, il Gruppo di NGC 973. Le altre galassie del New General Catalogue che fanno parte del Gruppo di NGC 973 sono NGC 969, NGC 973, NGC 1002 (=NGC 983), NGC 987 e NGC 1067.